# ویت ۵۰۹۰
سیارک ۵۰۹۰ (به انگلیسی: 5090 Wyeth، نامگذاری:1980CG) پنج هزار و نودمین سیارک کشف شده‌است که در ۹ فوریه ۱۹۸۰ کشف شد.
قدر مطلق سیارک برابر ۱۲٫۲۰ است.